# 新井村 (岐阜県不破郡)
新井村（あらいむら）は、かつて岐阜県不破郡にあった村である。
現在の不破郡垂井町新井、南新井などに該当する。

## 歴史
- 1889年（明治22年）7月1日 - 町村制により新井村が発足。
- 1897年（明治30年）4月1日 - 府中村、平尾村、梅谷村、敷原村、市之尾村、大滝村と合併し、改めて府中村が発足。同日新井村廃止。